# Piede d'atleta
Il piede d'atleta (o tinea pedis o anche tricofitosi) è una micosi causata da un fungo microscopico dermatofitico detto Trichophyton o anche da altri tipi di funghi del genere Epidermophyton che si localizzano inizialmente tra le dita del piede.

## Epidemiologia
È frequente soprattutto d'estate, quando il caldo favorisce la macerazione della pelle, rendendola indifesa dagli attacchi. Il contagio avviene per contatto con il terreno (tipicamente in piscina o in luoghi umidi), usando calzature indossate da altri o con altre persone oppure in soggetti che usano scarpe di gomma o impermeabili e in quelli che presentano iperidrosi plantare.

## Clinica
L'infezione causa alcuni disturbi (inizialmente può essere asintomatica) e difficoltà a calzare le scarpe e può estendersi alle unghie, che appaiono ispessite e contornate. Spesso sono colpiti solo un piede o una mano. 
Esistono tre forme:
- Intertriginosa: si sviluppa una macerazione interdigitale pruriginosa con possibile sovrainfezione da Gram- risultando spesso maleodorante.
- Ipercheratosica: a "mocassino", con eritema, ipercheratosi e desquamazione.
- infiammatoria o disidrosiforme: lesioni vescicolose o bollose della regione mediale della pianta.

Si ricorda tra l'altro:
- Il paziente ha prurito, o sensazione di bruciore o di tensione tra le dita della pianta del piede.
- La cute tra il terzo e il quarto spazio fra le dita del piede incomincia ad arrossarsi, a desquamarsi e a fessurarsi e diviene umida.
- In genere la pelle desquamata può comparire rossa brillante a causa dell'infiammazione.
- Possono comparire piccole vescicole ed eruzioni.
- Possono comparire abrasioni purulente e piccole ragadi.[1]

## Eziologia

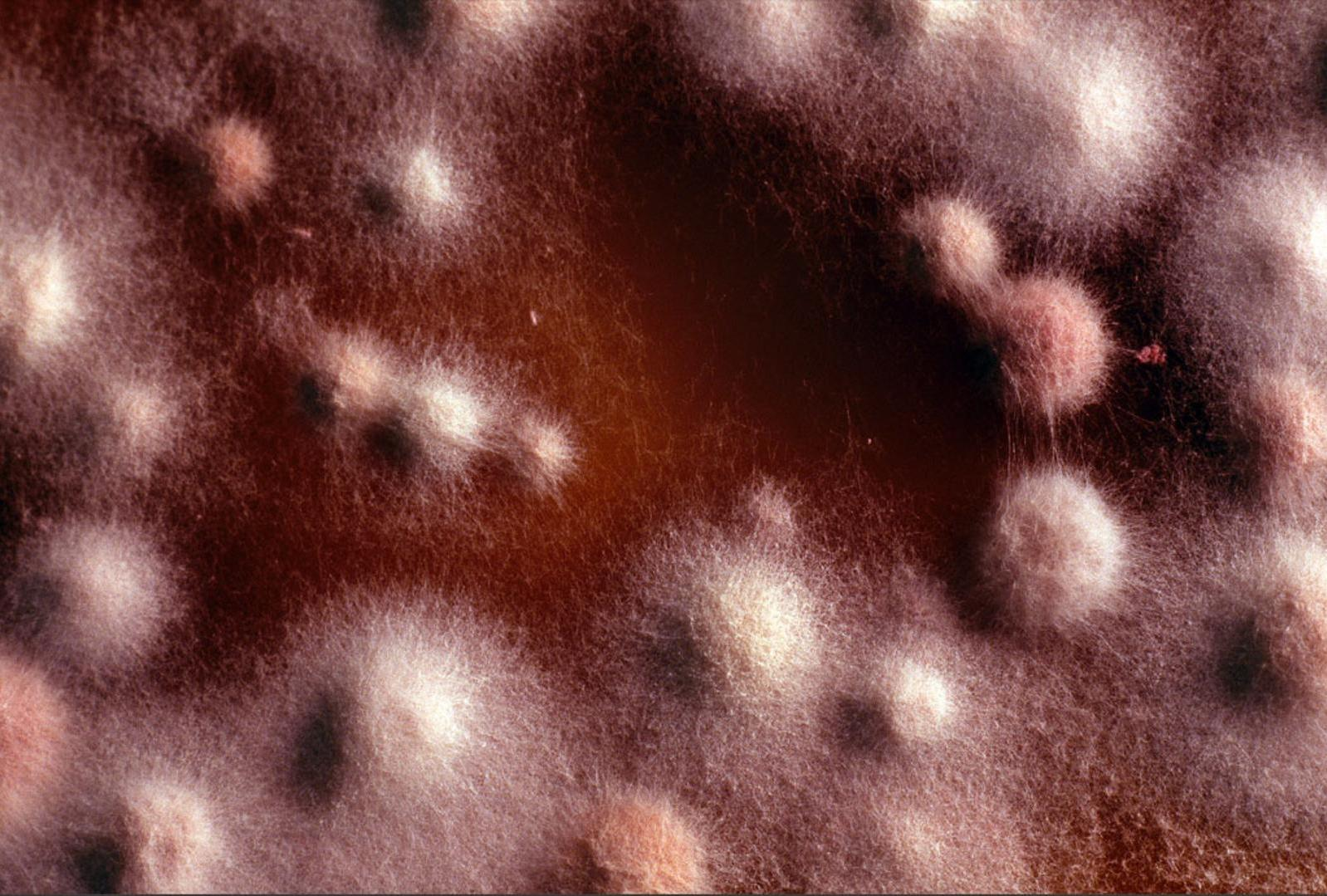
Fungo del piede d'atleta al microscopio

Come già detto, le cause sono dei miceti, i quali si sviluppano in ambienti umidi e sono molto contagiosi: si possono trovare soprattutto in luoghi pubblici come piscine e spogliatoi. L'infezione colpisce soprattutto soggetti di sesso maschile.

## Prevenzione e trattamento
La prevenzione è fondamentale: è bene tenere piedi freschi e asciutti e non camminare senza scarpe, nemmeno in casa. Si raccomandano quindi scarpe che permettono la traspirazione, calze di cotone (che possono essere lavate ad alte temperature per eliminare i germi) o meglio di seta e argento (che sono batteriostatiche anche mentre si indossano) e l'uso di ciabatte e di asciugamani personali in piscina. È importante asciugare sempre bene i piedi, soprattutto tra le pieghe delle dita.
Si tratta di un'infezione che non può guarire da sola. Il più delle volte, comunque, è sufficiente un prodotto reperibile in farmacia. La terapia prevede uso di creme antifungine, ma più efficace è un intervento sistemico che provoca la guarigione nella maggior parte dei casi con un trattamento di 7-10 giorni. La terapia sistemica (i livelli ematici dei principi attivi restano elevati anche dopo la sospensione) evita il prolungamento delle cure necessario con i rimedi topici.
È consigliabile proseguire con il trattamento ancora per almeno una settimana dopo la scomparsa dei sintomi per evitare che il disturbo si ripresenti. Infatti il fungo può continuare a persistere nelle unghie o nei capi e comunque bisogna sempre evitare di tenere i piedi nell'umido e quindi asciugarli sempre bene.
Nuovi farmaci promettono la guarigione con un solo trattamento.
Utile anche l'uso di bicarbonato di sodio, cospargendolo sulla pianta del piede asciutto e lasciandolo interagire dai 20 ai 30 minuti per poi risciacquare con acqua tiepida e asciugare bene soprattutto tra le dita. Il trattamento va ripetuto più volte nell'arco di una settimana.

## Diagnosi differenziale
Il dorso dei piedi non è mai colpito; in quella sede una dermatite pruriginosa è di solito un eczema da contatto. Alla pianta dei piedi la monolateralità può far escludere l'eczema da contatto.